# داستان گنجی (مانگا)
داستان گنجی(به ژاپنی:あさきゆめみし, Asakiyumemishi)، یک سری مانگای ژاپنی نوشته و تصویرگری شده توسط واکی یاماتو است. نسخه ای مانگا از اثر موراساکی شیکیبوداستان گنجی که تقریباً همان طرح را با اقتباسی مدرن دنبال می‌کند. از سال ۱۹۷۹ تا ۱۹۹۳ در مجلات شوجو مانگاکودانشا با فصل‌های آن در ۱۳ جلد تانکوبون به صورت سریالی منتشر شد.